# Antoine de Bertrand
Antoine de Bertrand (* um 1540 in Fontanges; † um 1581 in Toulouse) war ein französischer Komponist der Renaissance. Anfänglich komponierte er überwiegend weltliche Chansons, in seiner Spätphase aber vor allem jesuitisch  geprägte religiöse Hymnen und Gesänge. Bertrand wurde in einem Gefecht während der Hugenottenkriege von Protestanten getötet.

## Leben und Werk
Die ersten drei von Bertrand veröffentlichten Werke, drei Chansons, finden sich in einem Sammeldruck von Le Roy & Ballard von 1570. Es wurden drei weitere Bücher mit Bertrands Kompositionen gedruckt: (1, 2) Les Amours de Pierre de Ronsard (Band I, 1576, Band II, 1578) und das (3) Troisième livre de chansons (1578). Simon Goulart hat für die Stücke der beiden ersten Bücher neue Texte erstellt und als Sonets chrestiens 1580 veröffentlicht.
Nach Bertrands Tod erschienen 1582 unter dem Titel Airs spirituels lateinische Hymnen und französische geistliche Gesänge.
Bertrands Zeitgenossen bewunderten die kühne Harmonie und Chromatik in seinen Kompositionen.